# Вила-Кова (Пенафиел)
Вила-Кова (порт. Vila Cova) — населённый пункт и район в Португалии, входит в округ Порту. Является составной частью муниципалитета Пенафиел. По старому административному делению входил в провинцию Дору-Литорал. Входит в экономико-статистический субрегион Тамега, который входит в Северный регион. Население составляет 763 человека на 2001 год. Занимает площадь 6,40 км².